# Jimmy Jump
Jaume Marquet Cot, bedre kendt under navnet Jimmy Jump (født 1976) er en person fra Barcelona, Spanien, som har gjort det til en livsstil at udføre spektakulært og uventet optræden under store arrangementer – bl.a. ved VM i fodbold 2010, da han forsøgte at sætte en barretina på VM-pokalen.
Han er formentlig bedst kendt for stuntet under finalen ved EM i fodbold 2004 mellem Portugal og Grækenland, da han løb ind på banen og kastede et Barcelona-flag i ansigtet på Real Madrid-spilleren Luis Figo, før han slængede sig ind i Grækenlands mål, og derefter ført bort af vagter.
I 2010 løb han ind på scenen under Spaniens optræden i Eurovision Song Contest. Spanien fik efterfølgende lov til at fremføre deres nummer igen og Jimmy Jump fik en bøde på 15.000 norske kroner. 

## Andre stunt
- Før finalen ved VM i fodbold 2010 mellem Holland og Spanien forsøgte han, at sætte en barretina på trofæet. Han blev dog tacklet af en gruppe vagter før han nåede det.[2]

- Under Eurovision Song Contest 2010 i Oslo gik han ind på scenen under Spaniens fremførelse, iført en rød barretina.[3][4] Han fik efterfølgende en bøde på 15.000 norske kroner.[5]

- Under et Formel 1-løb i Barcelona, løb han ind på mållinjen, da Formel 1-bilerne drønnede forbi med 250 kilometer i timen.

- Under en sejrsceremoni ved en tennisturnering i Barcelona, løb han hen til vinderen Carlos Moya, og gav ham sit visitkort.

- Da fodboldklubben FC Barcelona spillede en kamp, løb han ud på banen og satte en hat på Barcelona-spilleren Samuel Eto'o for at ønske ham velkommen til klubben.

- Ved French Open 2009-finalen forsøgte han at placere en rød barretina på Roger Federers hoved. Han blev dog fanget af en sikkerhedsvagt, da han var ved at genvinde balancen efter at have forceret nettet.[6]